# Josep Falguera (músic)
Terrassa (Barcelona), 1778; Belmonte? (Cuenca), 1824. Organista i compositor. De 1789 a 1794 fou nen del cor en la famosa escolania del Monestir Benedictí de Nostra Senyora de Montserrat, Barcelona, on va estudiar orgue amb Narcís Casanoves i violí amb Anselm Viola. Més tard va arribar a ser organista del reial monestir de San Lorenzo de El Escorial. Va entrar en l'ordre jerònima el 18 de novembre de 1794 i va prendre els vots el 22 de novembre de 1795. Posteriorment, va passar a ser organista en el monestir dels Jeronis a Múrcia. Entre els manuscrits conservats en el monestir de El Escorial estan els Maitines de apostoles, una Salve Regina per a quatre veus, violí, trompeta i continu, Letania a Nuestra Señora per a vuit veus i dos orgues, Veni creator per a sis veus i dos orgues, i diverses misses. Altres treballs estan a Madrid, en el Palacio Real, i en el Monestir de Nuestra Señora de Guadalupe (Cáceres).